# Stumpfer Turm (Morbach)

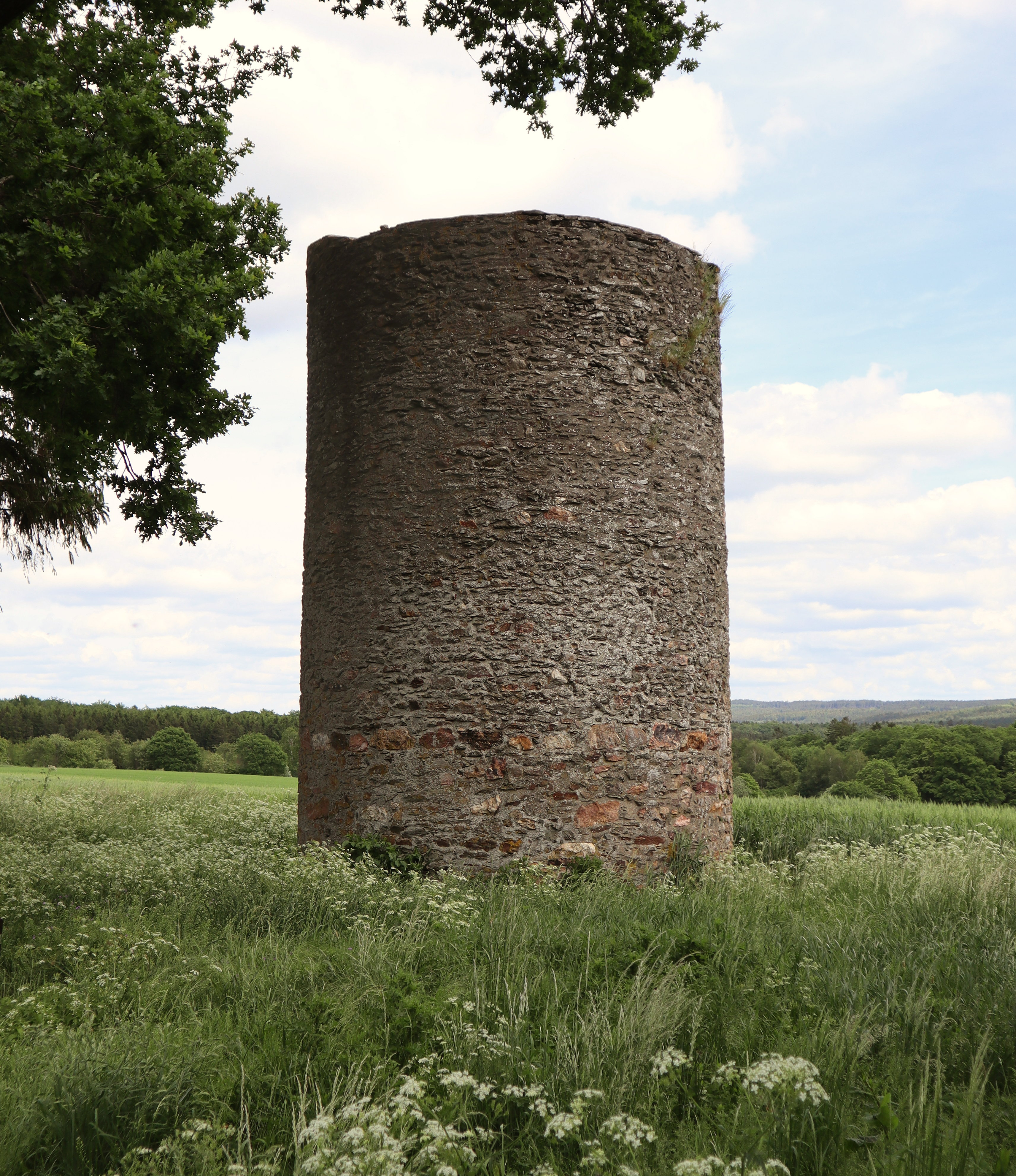
Stumpfer Turm, 2022

Der Stumpfe Turm im Ortswappen von Hinzerath

Der Stumpfe Turm ist ein historisches Baudenkmal im Hunsrück. Er steht unmittelbar an der Hunsrückhöhenstraße (Bundesstraße 327) und der hier einmündenden und über eine kurze Strecke parallel verlaufenden Bundesstraße 50/Europastraße 42.

## Lage
Er steht auf einem Höhenrücken (nicht auf dem Hauptkamm) des Idarwaldes, der sich im Südosten erstreckt und von diesem durch die Senke der hier noch „jungen“ Dhron getrennt ist, auf einer Höhe von etwa 560 m ü. NHN.
Nach Nordwesten hin fällt der Höhenzug zunächst nur leicht, zum Tal der Mosel hin aber immer steiler ab. Der Stumpfe Turm befindet sich in der Gemarkung Hinzerath, einem Ortsteil der verbandsfreien Gemeinde Morbach im Landkreis Bernkastel-Wittlich in Rheinland-Pfalz.
In der Nähe des Turmes befindet sich der Archäologiepark Belginum an der ehemaligen römischen Ausoniusstraße von Trier nach Bingen am Rhein.

## Historie und Beschreibung
Der Turm wurde im ersten Viertel des 14. Jahrhunderts, um 1315 zusammen mit der Burg Baldenau erbaut, mit welcher der Turm in Sichtkontakt steht. Während die Burg im Dhrontal gelegen ist, war von dem offenbar als Wacht- bzw. Wachturm erbauten Turm ein weiter Fernblick bis hin zu den umliegenden Höhenzügen und Tälern möglich. Zusammen mit der Burg diente er zur Grenzsicherung des Kurstaates Trier unter der Herrschaft von Erzbischof Balduin von Trier.
Der runde Turm hat bei einem Durchmesser von etwa sechs Metern eine Höhe von ca. zehn Metern. Er ist, wie die Burg Baldenau, aus dem vor Ort vorkommenden Schiefergestein erbaut. Der heute ruinöse Turm (es gibt eine ausgeprägte Lücke im Mauerwerk) kann nicht bestiegen werden. Eine Außenbesichtigung ist jederzeit möglich.
Um den Turm rankt sich die Sage von den zwei ungleichen Söhnen.